# Documentalista
Los documentalistas son profesionales que están formados para gestionar la información dentro de las organizaciones, con independencia del soporte en que se encuentre (por ello los documentos son fuentes de información audiovisual). Dominan las características y los distintos tipos de documentos que se encuentran en los diferentes soportes (papel o digital) y formatos. Además, son capaces de analizar, fijar y mejorar los flujos de información organizativa para la mejora de la productividad. Su formación pretende ser interdisciplinar, por lo que los documentalistas tienen una gran capacidad de adaptación ante las nuevas situaciones y necesidades de las organizaciones. 
Las funciones que pueden desempeñar dentro de las organizaciones pasan por la evaluación y el análisis de la cadena documental (selección, adquisición, realización del análisis documental y organización de los depósitos informativos), la búsqueda y recuperación de información, la edición de productos documentales —resúmenes de índices o de prensa—, el tratamiento continuo de la información documental; además de saber planificar y gestionar la elaboración de informes, memorias y estadísticas.
La formación de un documentalista se puede adquirir en la universidad, donde abarcan conocimientos y destrezas en  documentación para la gestión de la información. Para dedicarse a la planificación de centros y unidades que se dedican al tratamiento de la información en los centros de documentación o centros de investigación.
El tratamiento y la gestión de la información documental histórica (en distintos soportes) es tarea, en la mayoría de los casos, de los historiadores especializados en documentación (de vital importancia para la investigación histórica y la historiografía).